# Partito Economico
Il Partito Economico nacque nel 1919 a Torino per volontà di un gruppo di commercianti e industriali preoccupati dal biennio rosso. Furono guidati da Ferdinando Bocca, presidente della Camera di Commercio di Torino e futuro presidente di Confindustria. Era ispirato da una visione economicista e di tendenza conservatrice. Ebbe un certo sviluppo nelle grandi città del nord e in Sicilia grazie anche ad alleanze col Partito Agrario Siciliano. Alle elezioni del 1919 ottenne l'1,5%, a quelle del 1921 lo 0,8%. In seguito confluì nel Partito Agrario.

## Candidati del 1919
Nel 1919 i candidati del Partito Economico furono:
- Ferdinando Bocca, imprenditore.
- Carlo Montù, ingegnere.
- Giovanni Mercadino, bancario.
- Gino Olivetti, avvocato e economista.
- Demetrio Asinari di Bernezzo, militare.
- Armando Prina, imprenditore.
- Ferdinando Nasi, agricoltore.
- Domenico Mazza, operaio.
- Antonio Grassotti, commerciante.
- Nicola Prato, ferroviere.
- Italo Pennaroli, agricoltore.
- Luigi Plassa, commerciante.

## Risultati elettorali
| Elezione       | Elezione | Voti | %       | Seggi |
| -------------- | -------- | ---- | ------- | ----- |
| Politiche 1919 | 87.450   | 1,54 | 7 / 508 |       |
| Politiche 1921 | 53.382   | 0,81 | 5 / 535 |       |